# Karla Rosa da Silva
Karla Rosa da Silva (Osasco, 22 de novembro de 1984) é uma atleta brasileira, especialista no salto com vara. 
Tetracampeã do salto com vara no Troféu Brasil em 2003, 2004, 2011 e 2012; medalha de bronze nos Jogos Sul-Americanos de 2014 em Santiago, no Chile; e medalha de prata no Campeonato Ibero-Americano de Atletismo realizado em San Fernando, na Espanha, em 2010, Karla é a segunda melhor brasileira da história da prova, atrás da recordista sul-americana Fabiana Murer (4,85 m). Tem 4,53 m como recorde pessoal na prova, marca feita no torneio da Federação Paulista de Atletismo de 2013.
Integrou a delegação que disputou os Jogos Pan-Americanos de 2011 em Guadalajara, no México,, ficou em 4º lugar na disputa do salto com vara, com a marca de 4,30 m (a medalhista de bronze Rebecca Holliday também obteve 4,30 m, porém conquistou esta marca na primeira tentativa, ao passo que Karla obteve-a na segunda tentativa). Quatro anos depois, ficou em sétimo lugar nos Jogos Pan-Americanos de 2015, em Toronto, Canadá.